# BMX

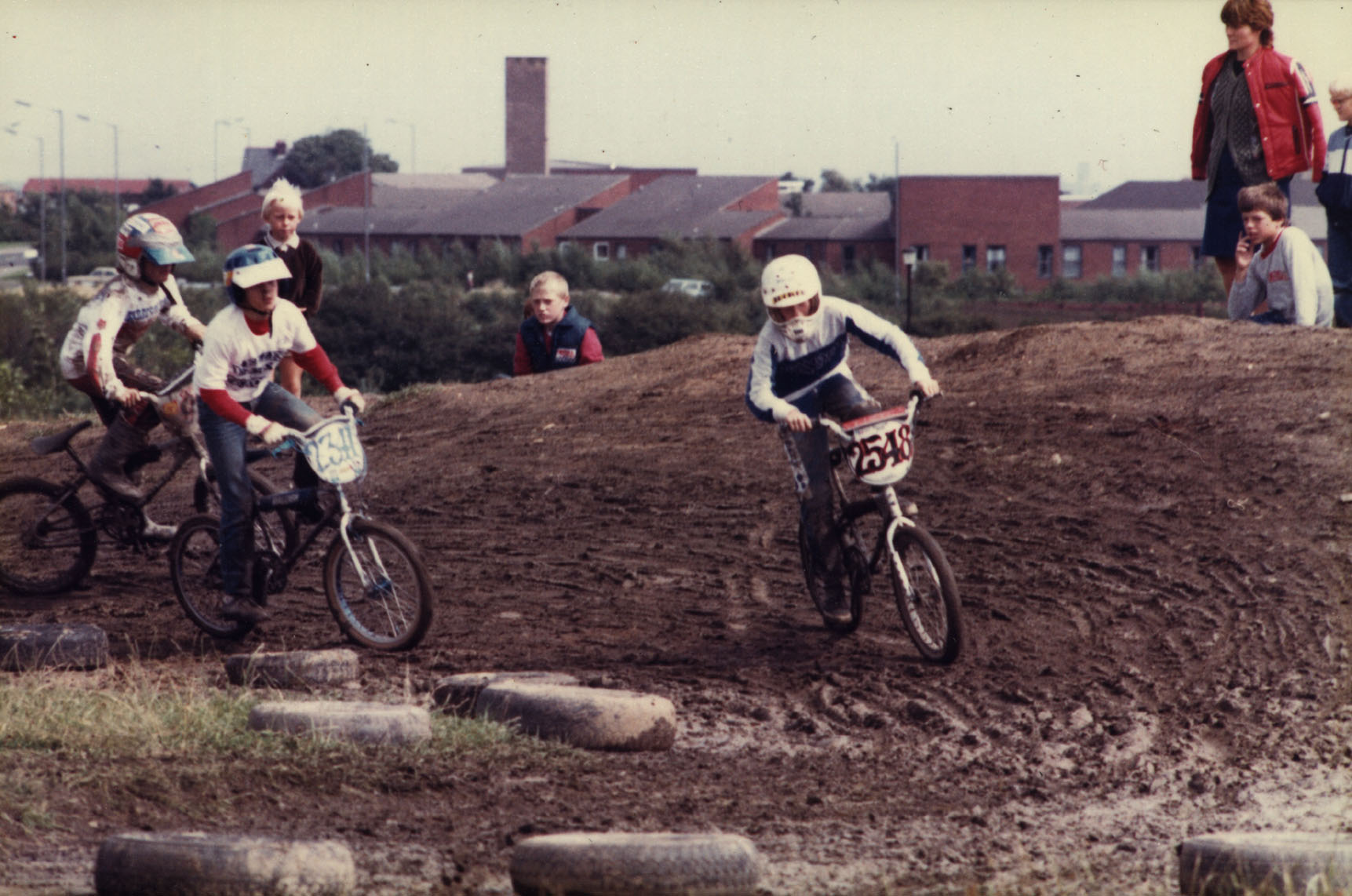
Fotografie z počátků BMX

BMX (zkratka z angl. bicycle motocross) je jeden z cyklistických sportů. Při tomto individuálním sportu se používají speciálně konstruovaná jízdní kola s výplety o průměru 16 palců (dětská) až 24 palců.
BMX je z pohledu cyklistiky mladý sport, řazený podobně jako skateboarding k adrenalinovým sportům. Tento sport se dá provozovat čistě rekreačně pro zábavu, nebo také profesionálně, až na vrcholové mezinárodní úrovni. Od předškolního věku po seniorské kategorie, bez ohledu na pohlaví. Tento sport je možné provozovat ve skateparku i v patřičně upravené hale.

## Vznik a historie

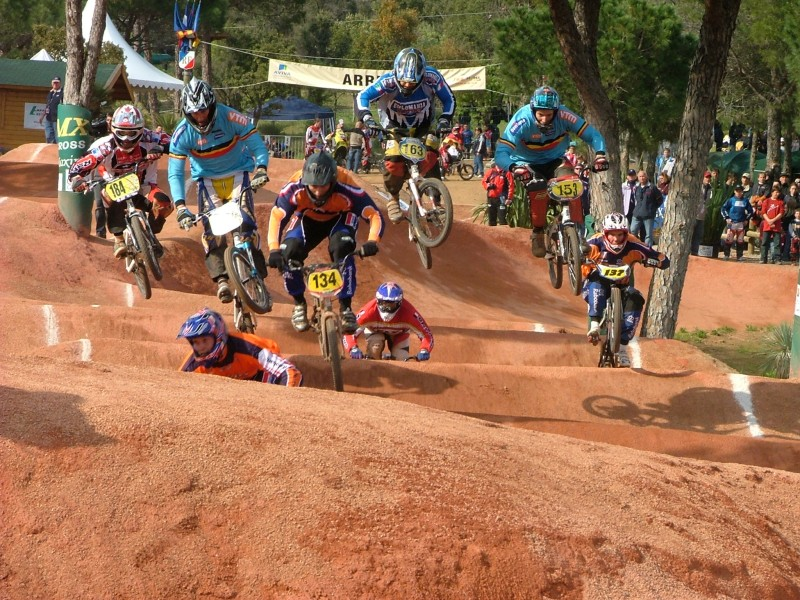
BMX závod – Mistrovství Evropy 2005, Sainte Maxime, Francie, 23. dubna 2005

Vznik BMX se datuje do 60. let 20. století, okolo motokrosové komunity v Kalifornii . BMX začínal jako dnešní bikros, tedy příprava a alternativa pro motokros.
BMX jako sport nebyl v počátcích veden pod cyklistickými sportovními kluby a svazy, ale samostatně, nebo pod motokrosovými kluby. Okolo 70. let 20. století zažil velký rozmach v USA a počátkem 80. let 20. století se mu dostalo mezinárodní popularity. Teprve v dubnu 1981 vznikla International BMX Federation. V roce 1982 bylo pořádáno první mistrovství světa. K integraci pod Mezinárodní cyklistickou unii (UCI) došlo až roku 1993. Nejvýznamnějším milníkem v historii BMX bylo zařazení na program olympiády, bikros jako olympijská disciplína se premiéru odbyl na letních Olympijských hrách v roce 2008 v Pekingu.
Freestyle BMX vznikl později a odděleně od bikrosu, okolo poloviny 70. let 20. století také v Kalifornii. Po prvních neorganizovaných pokusech v skateparcích a vypuštěných bazénech, již v roce 1978 některé skateparky v jižní Kalifornii vyhrazovaly celé dny výhradně pro freestyle BMX. Na konci desetiletí freestyle BMX definitivně opustil underground. Ke konci roku 1979 Bob Haro a R. L. Osborn vytvořili první oficiální freestyle BMX tým. V roce 1982 byla založena Americká freestyle asociace (AFA) a v roce 1984 vyšel první specializovaný magazín Freestylin. Obrovského potenciálu tohoto sportu si všimli výrobci, kteří vyvíjeli nové freestyle kola, komponenty a doplňky. Firmy začaly hledat talentované jezdce pro sponzorování. Na přelomu 80. let 20. století byl freestyle BMX na svém komerčním vrcholu. Následovalo klidné až utlumené období bez zásadních změn či novinek.
Až v roce 2015 UCI představilo reálný plán zařazení freestyle BMX do série závodů pod UCI od roku 2016. Tímto se otevřela potenciální cesta freestyle BMX k Olympiádě.

Předchůdce dnešních BMX jízdních kol od firmy Schwinn.

S historií BMX v USA se váže i konkrétní model kola společnosti Schwinn. Model Schwinn Sting-Ray, zpopularizovaný například i filmem ET mimozemšťan, se stal levným a masově dostupným základním vybavením pro mladé BMX jezdce. Tento model byl jezdci různě upravován, aby vyhovoval co nejvíce danému využití. Tímto firma Schwinn opět významně zasáhla do cyklistiky, protože tou dobou již hrála důležitou roli v počátcích MTB.
Počátky BMX u nás
Do Československa se sport BMX dostal jako bikros v roce 1984 a ihned se těšil velké popularitě. Český výrobce Velamos Sobotín na trh uvedl kola BMX 20, RMX 20 a Sport cross 24. Hned z počátku měl bikros několik tisíc příznivců. Všichni jezdili v podstatě na stejných kolech a tak záleželo jen na schopnostech jezdce. Aktivně se v pořádání závodů angažovaly SVAZARM a ČSTV. V počátcích byla střediska tohoto sportu Šumperk, Rudná, Ostředek. Po Sametové revoluci se na trh dostalo lepší vybavení a domácí jezdci se také začali zúčastňovat mezinárodních závodů. Nejprve v Německu a Rakousku, později i evropských a světových šampionátů. Prvním mezinárodním závodem na území ČR byl INTERNATIONAL CUP v Milovicích v roce 1995. Od té doby se pravidelně v ČR pořádá některý ze závodů mistrovství Evropy či evropského poháru. Kromě Milovic okusili pořadatelství velkého závodu již také v Klatovech, Pardubicích, Třinci či Praze-Bohnicích.
Počátky freestyle BMX nelze na území Československa přesně datovat. Kola a vybavení pro freestyle BMX disciplíny zde nebyla až do pádu komunismu dostupná. Pár exhibicí v dirtjumpu bylo zmíněno pamětníky počátků bikrosu. Start je vázán na dovoz kol a vybavení na počátku 90. let 20. století. Freestyle BMX nebyl v ČR zastřešen od počátků pod žádnou sportovní asociací, sdružením či spolkem. Aktivity v oblasti freestyle BMX se tak objevovali spontánně okolo skateparků, obchodů a dovozců freestyle BMX vybavení. I přes vytvoření Freestyle BMX asociace v roce 1999 a její nástupce se snahou o integrace s Českým svazem cyklistiky, roztříštěnost scény tu zůstává doteď.

## Rozdělení disciplín

### Hlavní disciplíny
- Bikros – Původní závodní BMX disciplína. Jezdí se na trati s uměle vytvořenými vlnami a klopenými zatáčkami, povrch je převážně z hlíny. Závody jsou s hromadným pevným startem. O pořadí jezdců rozhoduje, v jakém pořadí projede cílem. Závody jsou pořádány pod UCI, nebo jejími regionálními zástupci. Od roku 2008 patří bikros mezi olympijské disciplíny. Na rozdíl od freestyle BMX disciplín má bikros pevná a komplexní pravidla.
- Dirtjump (zkráceně Dirt) – Jezdí se na trati s uměle vytvořenými skoky, postavené převážně z hlíny. Odtud označení dirt odkazující na anglické slovo hlína. Hodnotí se složitost, kvalita a plynulost provedených triků na jednotlivých skocích.
- Street / Park – Nejznámější kategorie z pohledu veřejnosti. Provozuje se ve skateparcích na rampách, lavicích, plošinách, zábradlích, nebo na veřejných prostranstvích jako jsou schody, zábradlí, lavičky a mnohé další překážky. Záleží jenom na představivosti jezdce, jak vybavení veřejného prostoru využije. Hodnotí se opět složitost a kvalita provedení triků, nejčastěji v určeném časovém limitu.
- Vert / Minirampa – Akrobatická jízda v u-rampě. Označení minirampa nebo vert udává pouze velikost rampy, na které se jezdí. Hodnotí se složitost a kvalita provedených triků jezdcem v časovém intervalu.
- Flatland – Akrobatická disciplína nejvíce podobná cyklistické krasojízdě. Název je odvozován od rovného povrchu, na kterém se provozuje, odtud spojení anglických slov flat a land. Podobně jako u disciplíny Street / Park se hodnotí plynulost a kvalita triků, které vyžadují velkou přesnost a stabilitu v ovládaní kola v daném časovém limitu.

### Okrajové disciplíny
- Sidecar BMX (sidecar bikros) – Odkazuje na původní účel bikrosu, jako přípravného sportu pro motokros.
- BMX downhill – Extrémní verze bikrosu. Název odvozen od extrémní tratě postavené z kopce, která je doplněna kromě terénních vln také skoky, které nelze projet a jezdec je může pouze přeskočit. Jako například BMX Supercross Downhill 2009.

## Kolo
Jedinou společnou charakteristikou jízdního kola pro BMX disciplíny je odolnost, jeden převod, nízký rám a kola rozměru od 16 palců do 24 palců.

### Rám a vidlice
Výběr materiálu a konstrukce je podřízen požadovaným vlastnostem. U závodních bikrosových rámů se využívá několik druhů materiálů, od lehké kompozitové konstrukce, přes duralové slitiny po ocel a titan. Naproti tomu rámy pro street / park spoléhají na těžší ocelové slitiny. Mnoho výrobců dává obecně přednost ocelovým slitinám pro jednodušší a levnější výrobu. V průběhu vývoje se několikrát objevily pokusy nasazení odpruženého rámu nebo vidlice, ale neprosadily se.
Na různé disciplíny se hodí různě velké rámy:
- bikros – kvůli stabilitě se používají delší rámy
- dirtjump – kvůli stabilitě při rozjezdu a skoku se používají delší rámy
- park – kratší rámy s nižší geometrií
- street – délka rámu je mezi délkou rámu pro park a dirtjump
- flatland – nejkratší rámy s geometrií umožňující maximální manipulaci s rámem

### Kola
Jezdí se převážně na 20palcových kolech, která se využívají ve všech disciplínách BMX. Jiné rozměry kol jsou 16, 18, 22 a 24 palců. Rozměry 16 a 18 se nejčastěji používají u dětských velikostí kol pro bikros. Rozměr 24 se používá na dirtjump i bikros, tato kola jsou označována jako cruiser. Ve freestyle BMX se objevují i 18- a 22palcové rozměry, ale bez velkého rozšíření.
Výplety s 36 až 48 dráty používají nejčastěji ocelové nebo duralové ráfky. V minulosti byla na trhu i loukoťová kola z kompozitního materiálu nebo kompozitové ráfky s vysokým profilem.

## Vybavení
Vybavení jezdce se liší podle BMX disciplíny. Od flatlandu, kde jezdci prakticky nepoužívají žádné vybavení, po opak v kategoriích vert, nebo BMX downhill, kde jezdci mají kompletní sadu chráničů včetně páteřového chrániče. V rámci závodů určuje povinné vybavení pořadatel nebo pravidla, na která se pořadatel odkazuje, např. pravidla UCI.

## České podmínky
V České republice se začátkem nového tisíciletí BMX stával den ode dne populárnějším. Mnohá města rozvoj sportu podpořila výstavbou nových skateparků a bikeparků, případně opravou starých bikrosových dráh. BMX se začalo více prosazovat v mediích, a to i díky úspěchům českých sportovců na mezinárodních akcích. K nejúspěšnějším českým BMX jezdcům patří Michal Prokop, který byl časopicem Bikros vyhlášen vítězem ankety Birkosař století.